# جلكى رباعية العروق
الجلكى الرباعية العروق (الاسم العلمي: Tetrapleurodon) هي جنس من الحيوانات تتبع فصيلة الجلكيات المألوفة من رتبة الجلكيات.

## أنواع الجلكى الرباعية العروق
- جلكى مكسيكية
- جلكى جاكونية